# Monografia
Monografia – praca naukowa omawiająca jakieś zagadnienie w sposób wyczerpujący. Zebranie i omówienie wszystkich dostępnych informacji dotyczących bezpośrednio danego zagadnienia.
Zazwyczaj wydawana jest w postaci publikacji wydanej w całości (np. książka), ale monografią może być również artykuł, jeżeli spełni określone kryteria, np. właściwy aparat naukowy i metoda naukowa, prawidłowe udokumentowanie, wyczerpanie tematu. Monografie dotyczące nauk humanistycznych na ogół są dużo większe od prac z nauk ścisłych.
Monografię można stworzyć dla każdego tematu: osoby, grupy ludzi, wydarzenia, miejsca geograficznego, urządzenia, części tego urządzenia, metody postępowania, pojęcia abstrakcyjnego itd.
Przykłady monografii:
- monografia życia osoby
- monografia twórczości osoby
- monografia bitwy
- monografia miejscowości
- monografia mezoregionu
- monografia szkoły.

W przypadku monografii szkoły, pedagodzy posługują się metodą monografii pedagogicznej jako odrębną metodą przeznaczoną do badania instytucji edukacyjnych.
Monografiami nazywa się też opisy leków i surowców farmaceutycznych w farmakopeach (zawierające m.in. metody identyfikacji i obowiązujące wymogi co do omawianych surowców).